# Flikken Maastricht
Flikken Maastricht is een Nederlandse politieserie van productiebedrijf Warner Bros. International Television Production Nederland en wordt uitgezonden door de omroep AVROTROS. De serie speelt zich af in Maastricht en de directe omgeving, en was op 3 september 2007 voor het eerst op televisie te zien, als timeslot-opvolger van Spangen. De serie ontleent haar naam en opzet aan de VRT-serie Flikken die zich afspeelt in Gent.

## Format
Een team van geüniformeerde politieagenten en rechercheurs met een hoofdinspecteur als chef behandelt per aflevering van ongeveer 50 minuten enkele spannende en soms licht komische zaken. De politiemensen treden gewoonlijk per duo op: de personages Floris Wolfs en Eva van Dongen, politiemensen in burger, behandelen vaak levensbedreigende zaken waarin de suspense overheerst, terwijl hun collega's in uniform Marion Dreesen en Romeo Sanders gewoonlijk een kleinmenselijke zaak met een maatschappelijke lading behandelen, waarin het humoristische aspect sterker is. Ook het privéleven van de personages komt aan bod: elk personage kent zijn eigen verhaallijn door de seizoenen heen. Het komt regelmatig voor dat privésituaties aanleiding zijn voor gebeurtenissen op het werk en andersom. Soms blijken de verschillende zaken iets met elkaar te maken te hebben.

## Productie
De eerste aflevering van de serie werd uitgezonden op 3 september 2007 door de TROS op Nederland 1. Twaalf weken later werd op 26 november 2007 de dertiende en laatste aflevering van het eerste seizoen uitgezonden. Het eerste seizoen trok een gemiddelde van 1.314.000 kijkers per aflevering. In het daaropvolgende jaar, op 1 september 2008, begon het tweede seizoen van de serie. Seizoen 2 tot en met seizoen 8 bestaan telkens uit tien afleveringen. Seizoen 9, 10, 15 en 19 bestaan elk uit elf afleveringen. Seizoen 11 en 12 bestaan elk uit tien afleveringen. Seizoenen 1, 13, 14, 16, 17 en 18 bestaan elk uit 13 afleveringen.
Sinds 2 september 2008 wordt de serie ook uitgezonden in België, op televisiezender één. Gemiddeld bereikte de eerste reeks in België 737.000 kijkers. Ook de seizoenen die volgden zijn er uitgezonden. De serie is niet alleen op de Nederlandse (en Belgische) televisie te zien, maar sinds 28 februari 2011 ook in Italië, onder de titel Flikken - Coppia in giallo en in het Italiaans gesynchroniseerd. De eerste afleveringen in Italië werden gemiddeld bekeken door 1.100.000 kijkers per aflevering. Ook in Italië zijn de resterende seizoenen uitgezonden. Ook op de Duitse zender Sat.1 Gold wordt de serie uitgezonden. Daar heet de serie Cops Maastricht en is gesynchroniseerd.
In 2009 werden een derde en vierde seizoen opgenomen. Het derde seizoen werd uitgezonden vanaf 30 oktober 2009 en werd direct gevolgd door seizoen 4. Het hierop volgende vijfde seizoen werd uitgezonden vanaf 7 januari 2011.
Op 25 september 2010 vond in navolging van de Flikkendag in Gent ook een Flikkendag Maastricht plaats voor fans van het programma. Hulpdiensten in Maastricht hadden open dag waarbij vier hoofdpersonages uit de serie aanwezig waren. In 2012 en 2014 hebben ook fandagen plaatsgehad. Om veiligheidsredenen vanwege de grote toeloop heeft de gemeente Maastricht in 2015 afgezien van verdere fandagen van het programma.
Veelvuldig wordt de stad Maastricht in beeld gebracht, waaronder het politiebureau en de Sint-Pietersberg. In de serie wordt geen Limburgs of Maastrichts gesproken. Hoewel hoofdpersonage Eva van Dongen geboren en getogen is in Maastricht, spreekt zij Standaardnederlands. Sommige gastacteurs spreken wel met een Limburgs accent.
Het zesde seizoen ging op 27 januari 2012 van start met de telefilm De overloper, waarin verhaallijnen uit de eerdere seizoenen tot een ontknoping kwamen. Zo vormt de film een brug tussen seizoen 5 en 6. Floris Wolfs wordt gezuiverd van alle aanklachten en kan weer aan het werk in Maastricht.
In 2015 startte het productiebedrijf met de opnames van een nieuwe Flikkenserie voor AVROTROS: Flikken Rotterdam.
Op 1 juli 2021 werd door de AVROTROS naar buiten gebracht dat de NPO nog zeker drie nieuwe seizoenen heeft besteld, namelijk de seizoenen 16, 17 en 18.
Op 26 april 2024 werd het 19e seizoen bevestigd.
Ook een twintigste seizoen staat gepland; maar wel zonder hoofdrolspeler Victor Reinier nadat hij in overleg met de producent stopte, na klachten over werksfeer op de set.

## Productie, regie en scenario
| Producent         | Aantal afl. |
| ----------------- | ----------- |
| Rolf Koot         | 115         |
| Maarten Swart     | 42          |
| Hans de Weers     | 41          |
| Reinout Oerlemans | 26          |
| Erwin Provoost    | 7           |
| Stephan Warnik    | 6           |

| Regisseur             | Aantal afl. |
| --------------------- | ----------- |
| Martin Schwab         | 88          |
| Pieter van Rijn       | 68          |
| Vincent Schuurman     | 14          |
| Pollo de Pimentel     | 12          |
| Victor Reinier        | 12          |
| Oda Spelbos           | 7           |
| Annemarie van de Mond | 6           |
| Pieter Walther Boer   | 3           |
| Aniëlle Webster       | 2           |

| Scenarist               | Aantal afl. |
| ----------------------- | ----------- |
| Jan Harm Dekker         | 163         |
| Henk Apotheker          | 70          |
| Robert Jan Overeem      | 29          |
| Allard Bekker           | 25          |
| Bert Bouma              | 16          |
| Victor Reinier          | 15          |
| Simone Kome-van Breugel | 12          |
| Anne-Gine Goemans       | 5           |
| Lidewij Martens         | 4           |
| Michiel van Jaarsveld   | 4           |
| Kees Vroege             | 3           |
| Steven R. Thé           | 3           |
| Maarten van der Duin    | 3           |
| Marly van Otterloo      | 3           |
| Myranda Jongeling       | 3           |
| Gaby van der Linden     | 3           |
| Michiel Hanrath         | 3           |
| Liesbeth Wieggers       | 2           |
| Brian de Vore           | 2           |
| Astrid van Keulen       | 2           |
| Pierre de Clercq        | 1           |
| Jan Bernard Bussemaker  | 1           |
| Bennie Roeters          | 1           |
| Wolter Muller           | 1           |
| Reint Schölvinck        | 1           |
| Wim Hoen                | 1           |
| Kirsten van Dissel      | 1           |
| Ger Apeldoorn           | 1           |

## Rolverdeling

### Hoofdrollen
| Acteur               | Rol              | Functie                                                                      | Rang                                                                   | Afleveringen                               |
| -------------------- | ---------------- | ---------------------------------------------------------------------------- | ---------------------------------------------------------------------- | ------------------------------------------ |
| Victor Reinier       | Floris Wolfs     | Rechercheur                                                                  | Brigadier                                                              | S01 - S19                                  |
| Angela Schijf        | Eva van Dongen   | S01 - S16E01: Rechercheur S16E02: Teamchef S16E03 - heden: Rechercheur       | S01 - S16E01: Hoofdagent S16E02: Inspecteur S16E03 - heden: Hoofdagent | S01 - heden                                |
| Oda Spelbos          | Marion Dreesen   | S01 - S03E04: Agent in uniform S03E04 - heden: Agent in uniform en wijkagent | S01 - S03E04: Hoofdagent S03E04 - heden: Brigadier                     | S01 - heden                                |
| Sergio IJssel        | Romeo Sanders    | Agent in uniform                                                             | S01 - S03E04: Agent S03E04 - heden: Hoofdagent                         | S01 - heden                                |
| Will van Kralingen   | Ellis Flamand    | Teamchef                                                                     | Hoofdinspecteur                                                        | S01 & S05                                  |
| Helmert Woudenberg   | Eugène Hoeben    | Teamchef                                                                     | Hoofdinspecteur                                                        | S02 - S04                                  |
| Jamie Grant          | Esmee van Rooy   | S05: Agent in opleiding S07E01 - S09E02: Agent in uniform                    | S05: Aspirant S07E01 - S09E02: Agent                                   | S05 (bijrol), S07E01 - S09E02              |
| Ria Eimers           | Frieda Mechels   | Teamchef                                                                     | Hoofdinspecteur                                                        | S06 - S13E02                               |
| Antoinette Jelgersma | Marlies Kamphuis | S11E02 & S11E09: Eenheidschef S13E03 - S15E11: Waarnemend Teamchef           | Hoofdcommissaris                                                       | S11E02 & S11E09 (gastrol), S13E03 - S15E11 |
| Joy Wielkens         | Donna Martina    | S15E03 - S15E11: inlichtingenofficier AIVD S16E01: Teamchef                  | S15: n.v.t. S16E01: Hoofdinspecteur                                    | S15E03 - S16E01 (S15 bijrol)               |
| Irma Hartog          | Thea Zitman      | S15E07: Medewerker VIK S16E03 - heden: Teamchef                              | S15E07: Onbekend S16E03 - heden: Hoofdinspecteur                       | S15E07 (gastrol), S16E03 - heden           |

### Bij- en gastrollen
In seizoen 1 waren er o.a. gastrollen van Nicolette van Dam, Victor Löw, Romijn Conen, Dimme Treurniet, Huub Stapel, Gerd Leers en Tom Van Landuyt Andrea Croonenberghs vertolkte in de laatste twee afleveringen de rol van Britt Michiels, die uit de oorspronkelijke Flikken-serie komt.
In seizoen 2 waren er o.a. gastrollen van Dimme Treurniet, Tom Van Landuyt, Maartje Remmers, Carly Wijs, Rik van Uffelen, Marwan Kenzari, Elle van Rijn, Sallie Harmsen, Kees Coolen en René van Zinnicq Bergman. Ook keerde Romijn Conen terug als Frank de Ponti.
In seizoen 3 waren er o.a. gastrollen van Daniël Boissevain, Elvira Out, Micky Hoogendijk, Gaby Blaaser, Hans Hoes, Tanja Jess, Margo Dames, Mareille Labohm, Aus Greidanus, en Harry van Rijthoven. Ook kwam Maartje Remmers terug als Ernestine van Leeuwen. Het personage Frank de Ponti (gespeeld door Romijn Conen) kwam in dit seizoen te overlijden.
In seizoen 4 waren er o.a. gastrollen van André Rieu, René van Asten, Pepijn Gunneweg, Lieneke le Roux, Yolanthe Cabau, Gijs Scholten van Aschat, Stefan de Walle, Marie-Louise Stheins, Hugo Maerten, Hero Muller, Juliette van Ardenne, Piet Römer, Medina Schuurman en had Thomas Acda een grote bijrol als Daan de Vos.
In seizoen 5 waren er o.a. gastrollen van Marcel Hensema, Han Oldigs, Roos Ouwehand, Tygo Gernandt, Frits Lambrechts, Cynthia Abma, Marian Mudder, Theo Maassen, Teun Kuilboer, Harriët Stroet, Kees Boot, Miryanna van Reeden, Carolien Spoor en Maryam Hassouni. Ook waren er grote bijrollen voor Jamie Grant als Esmee van Rooy en Mimoun Oaïssa als observant Joes.
In seizoen 6 waren er o.a. gastrollen van Frans Bauer, Rick Engelkes, Kimberley Klaver, Lone van Roosendaal, Bart Oomen, Anne Rats, Maarten Wansink, Nienke Römer, Anniko van Santen, Isa Hoes, Hugo Metsers en Ronald Top. Ook waren er belangrijke bijrollen voor Lee Ross, die IRA-huurmoordenaar Gerry Utters (alias Bran Collins) speelde, en William Zielinski, die de rol van Amerikaanse verbindingsofficier Bill Stark voor zijn rekening nam.
In seizoen 7 waren er o.a. gastrollen van Frederik Brom, Rixt Leddy, John Leddy, Eva Duijvestein, Mary-Lou van Stenis, Marieke Heebink, John Buijsman, Viggo Waas, Caya de Groot en had Vivienne van den Assem een doorlopende rol als informant Tonja, een oud-collega van Eva's overleden man Frank de Ponti. Ook keerde Jamie Grant terug als Esmee van Rooy, Thomas Acda als Daan de Vos en kwam Ronald Top terug als Kris de Vlier, een oud-medewerker bij de AIVD en goede vriend van Wolfs.
In seizoen 8 waren er o.a. gastrollen van Marjolein Beumer, Ellen ten Damme, Terence Schreurs, Ali Çifteci, Sinan Eroglu, Henk Poort, Rik Hoogendoorn en Bianca Krijgsman. Ook waren er grote bijrollen voor Javier Guzman als Tony Verwoerd (de vriend van Esmee), Tibor Lukács als psycholoog David Boesmeer en Martijn Nieuwerf als Jens Bols, een officier van justitie die van Roermond is overgeplaatst naar Maastricht.
In seizoen 9 waren er o.a. gastrollen van Caya de Groot, Tamara Brinkman, Jan Smit, Joost Buitenweg, Kim Feenstra, Tom Jansen, Bob Fosko, Lien Van de Kelder, Johnny Kraaijkamp jr., Catherine ten Bruggencate en Adriënne Kleiweg. Ook kreeg Joël de Tombe een grote bijrol als stagiair Joe Verwaayen bij de politie. Bovendien keerden Guzman als Tony Verwoerd, Nieuwerf als OvJ Jens Bols en Lukács als psycholoog David Boesmeer dit seizoen terug.
In seizoen 10 waren er o.a. gastrollen van Anne-Marie Jung, Ferri Somogyi, Micha Hulshof, Christine van Stralen, Cees Geel, Marjolein Keuning, Derek de Lint, Pamela Teves, Truus te Selle, Céline Purcell, Wimie Wilhelm en Martijn Nieuwerf.
In seizoen 11 waren er o.a. gastrollen van Caya de Groot, Genio de Groot, Ortál Vriend, Dik Boutkan, Marcel Roelfsema, Renée de Gruijl, Saskia Temmink, Bodil de la Parra en Titus Muizelaar. Martijn Nieuwerf keerde opnieuw terug als officier van justitie Jens Bols. Joël de Tombe keerde voor één aflevering terug als Joe Verwaayen. Carly Wijs keerde terug in de rol van Bea Middelkoop.
In seizoen 12 waren er o.a. gastrollen van Vincent Croiset, Lineke Rijxman, Melody Klaver, Edwin Jonker en Martin Schwab. Verder keerden Carly Wijs als Bea Middelkoop en Martijn Nieuwerf als Jens Bols terug.
In seizoen 13 waren er o.a. gastrollen van Pauline Greidanus, Leo Alkemade, Maaike Martens, Barbara Sloesen, Ottolien Boeschoten, Annemarie Prins, Nettie Blanken en Beau Schneider. Ook waren er grote bijrollen voor o.a. Bart Oomen als kinderrechter Kees van Dam, Jop de Vries als de Brabantse corrupte commissaris Groenen, Harry van Rijthoven als de eveneens niet zuivere procureur-generaal Schalkwijk, Han Kerckhoffs als de crimineel en huurmoordenaar Carlito Hinch, Tom van Bauwel als de Belgische magistraat Louis Dearden en Marieke Dilles als diens secretaresse Lies DeWulf. Al deze personages hadden te maken met het geheimzinnige en ook misdadige genootschap Virtus et Justitia.
In seizoen 14 waren er o.a. gastrollen van Birgit Schuurman, Jennifer Welts, Annette Barlo, Bastiaan Ragas, Arthur Japin, Gürkan Küçüksentürk, Richard Kemper, Richard Groenendijk, Jennifer de Jong, Bert Apeldoorn, Han Oldigs en Victoria Koblenko. Oda Spelbos had in dit seizoen een dubbelrol als Marions tweelingzus Rian. Ook keerden Jop de Vries, Harry van Rijthoven, Tom van Bauwel en Marieke Dilles terug.
In seizoen 15 waren er o.a. gastrollen van Bas Keijzer, Joy Wielkens, Harriët Stroet, Sinan Eroglu, Boris van der Ham, Astrid van Eck, Sebastiaan Labrie, Loek Peters, Kimberley Klaver, Arthur Japin, Peggy Vrijens, Tanja Jess, Alkan Çöklü, Guido Spek, Jochen Otten en Tygo Gernandt.
In seizoen 16 waren er o.a. gastrollen van Melissa Drost, Arend Brandligt, Brûni Heinke, Marian Mudder, Jules Croiset, Jeroen Woe, Pepijn Gunneweg, Anne Rats, Maarten Wansink, Holly Mae Brood, Joep Sertons, Kees Boot, Rixt Leddy, Sinan Eroglu, Ferdi Stofmeel, Leopold Witte en Sandra Mattie. Ook had Tygo Gernandt dit seizoen een grote bijrol als Eddie Wijnberg.
In seizoen 17 waren er o.a. gastrollen van Sandra Mattie, Simone Milsdochter, Anke Engels, Genio de Groot, Sytske van der Ster, Christine van Stralen, Dick van den Toorn, Thorn de Vries, Manou Kersting, Kenneth Herdigein en Chiara Tissen. Ruud Smulders verving Tygo Gernandt voor de rol van Eddie Wijnberg. Ook keerde Dimme Treurniet weer terug als Maurice van Dongen (de broer van Eva).
In seizoen 18 waren er o.a. gastrollen van Bart Slegers, Leonoor Koster, Chiara Tissen, Patrick Martens, Els Dottermans, Bertrie Wierenga, Johnny Kraaijkamp jr., Matteo van der Grijn, Frits Lambrechts, Juvat Westendorp, Martin Schwab en terugkerende bijrollen voor Thorn de Vries en Yara Brand.
In seizoen 19 waren er o.a. gastrollen van Gert Winckelmans, Juliette van Ardenne, Sophie van Winden, Tjebbo Gerritsma, Margo Dames, Peter Blok, Victor Löw, Leona Philippo, Margôt Ros en Roeland Fernhout en terugkerende bijrollen voor Thorn de Vries, Yara Brand, Martin Schwab en Leonoor Koster. Nieuwe bijrollen waren er voor Britte Lagcher, Theo Wesselo, Justin Polanen en Hans Ligtvoet.

## Afleveringen
Vanaf seizoen drie wordt de serie uitgezonden op vrijdagavond 20:30 uur. Daarvoor waren de uitzendingen maandagavond laat te zien. De cijfers betroffen t/m 2023 de lineaire kijkcijfers.
| Seizoen | Start seizoen    | Start seizoen | Seizoensfinale   | Seizoensfinale | Afl. | Gemiddelde kijkcijfers (in mln.) | Best bekeken afl. |
| Seizoen | Datum            | Kijkcijfers   | Datum            | Kijkcijfers    | Afl. | Gemiddelde kijkcijfers (in mln.) | Best bekeken afl. |
| ------- | ---------------- | ------------- | ---------------- | -------------- | ---- | -------------------------------- | ----------------- |
| 1       | 3 september 2007 | 1.290.000     | 26 november 2007 | 1.391.000      | 13   | 1,31                             | 8                 |
| 2       | 1 september 2008 | 986.000       | 3 november 2008  | 1.330.000      | 10   | 1,20                             | 9                 |
| 3       | 30 oktober 2009  | 1.874.000     | 22 januari 2010  | 1.417.000      | 10   | 1,43                             | 1                 |
| 4       | 29 januari 2010  | 1.630.000     | 23 april 2010    | 1.703.000      | 10   | 1,60                             | 6                 |
| 5       | 7 januari 2011   | 1.890.000     | 11 maart 2011    | 1.919.000      | 10   | 1,79                             | 2                 |
| 6       | 3 februari 2012  | 1.733.000     | 6 april 2012     | 1.934.000      | 10   | 1,70                             | 10                |
| 7       | 22 februari 2013 | 2.031.000     | 26 april 2013    | 1.679.000      | 10   | 1,95                             | 4                 |
| 8       | 14 maart 2014    | 2.043.000     | 16 mei 2014      | 1.874.000      | 10   | 1,91                             | 3                 |
| 9       | 5 september 2014 | 2.132.000     | 14 november 2014 | 2.125.000      | 11   | 2,22                             | 8                 |
| 10      | 28 augustus 2015 | 2.004.000     | 6 november 2015  | 1.766.000      | 11   | 2,06                             | 6 en 7            |
| 11      | 16 december 2016 | 1.713.000     | 17 februari 2017 | 1.993.000      | 10   | 1,89                             | 6 en 10           |
| 12      | 2 maart 2018     | 1.639.000     | 27 april 2018    | 1.427.000      | 10   | 1,79                             | 5                 |
| 13      | 7 december 2018  | 1.360.000     | 1 maart 2019     | 1.370.000      | 13   | 1,71                             | 5                 |
| 14      | 3 januari 2020   | 1.333.000     | 27 maart 2020    | 1.698.000      | 13   | 1,40                             | 12                |
| 15      | 8 januari 2021   | 1.698.000     | 19 maart 2021    | 1.865.000      | 11   | 1,79                             | 10                |
| 16      | 7 januari 2022   | 1.597.000     | 1 april 2022     | 1.616.000      | 13   | 1,62                             | 7                 |
| 17      | 17 februari 2023 | 1.673.000     | 19 mei 2023      | 1.305.000      | 13   | 1,45                             | 1                 |
| 18      | 2 februari 2024  | 1.860.000     | 26 april 2024    | 1.579.000      | 13   | 1,70                             | 1                 |
| 19      | 7 februari 2025  | 1.817.000     | 25 april 2025    | 1.443.000      | 11   | 1,56                             | 1                 |

## Muziek
De muziek in de serie is geschreven en uitgevoerd door Fons Merkies. Op 1 maart 2011 heeft Riva Media Records een compilatie daarvan uitgebracht op iTunes.
Soundtracklijst:
1. Flikken Maastricht Leader
2. Flashbacks
3. Onderzoek 1
4. Daderinformatie
5. Aan De Slag!
6. Weemoed
7. De Nigeriaanse Connectie
8. De Klok Tikt
9. Verhoorkamer
10. Arrestatie
11. Er Broeit Iets
12. De Ontknoping Nadert
13. Reflectie
14. Er Op Af!
15. Weemoed 2
16. Hij Ontkomt!
17. Nachtelijke Speurtocht
18. De Achtervolging
19. Volgende Week

In de serie wordt ook gebruik gemaakt van muziek van andere artiesten.
Aan het eind van elk seizoen wordt er in de overviews verschillende muziek ten gehore gebracht:
- Seizoen 1 (2007): One - U2 ft. Mary J. Blige
- Seizoen 2 (2008): Say What You Want - Texas
- Seizoen 5 (2011): Everybody's Fool - Evanescence
- Seizoen 6 (2012): Hard to Handle - The Black Crowes
- Seizoen 7 (2013): Go Your Own Way - The Cranberries
- Seizoen 8 (2014): Can't You Hear Me Knocking (zie Sticky Fingers) - The Rolling Stones
- Seizoen 9 (2014): White Rabbit - Jefferson Airplane
- Seizoen 10 (2015): Locomotive Breath - Jethro Tull
- Seizoen 11 (2016-2017): Knockin' on Heaven's Door - Guns N' Roses
- Seizoen 12 (2018): How Can We Hang On to a Dream - Tim Hardin
- Seizoen 13 (2018-2019): You Want It Darker - Leonard Cohen
- Seizoen 14 (2020): All Right Now - Free
- Seizoen 15 (2021): Once in a Lifetime - Talking Heads
- Seizoen 16 (2022): Sympathy for the Devil - The Rolling Stones
- Seizoen 17 (2023): Forever Yours - Nona
- Seizoen 18 (2024): More Than This - Roxy Music
- Seizoen 19 (2025): Nobody's Wife - Anouk

De seizoenen 3 en 4 hebben geen eindsong omdat deze seizoenen aaneengesloten waren. In de losse trailers van seizoen 3 wordt wel Gimme Shelter van de The Rolling Stones gedraaid.

## Audiodescriptie
Sinds seizoen 12 wordt de serie voor blinden en slechtzienden in audiodescriptie aangeboden. Dit gebeurt middels een audiodescriptiestem in de Earcatch-app. Marlijn Weerdenburg sprak de stem in de seizoenen 12 en 14 t/m 16 in. Birgit Schuurman was de stem in seizoen 13 en vanaf seizoen 17 is Chava voor in 't Holt de audiodescriptiestem.

## Flikken de Podcast
In 2022 kwam er een serie podcasts over Flikken Maastricht uit, genaamd: 'Flikken de Podcast'. Deze podcast werd gepresenteerd door Ben Prins en telde tien afleveringen. In elke aflevering besprak hij een ander thema; van stunts, wapens en de politie, tot locaties, muziek, verhaallijnen en kleding. De cast en crew van Flikken Maastricht kwamen ook aan het woord en er werden kijkersvragen beantwoord. Het jaar daarop werd nog een seizoen gemaakt door Prins, ook met tien afleveringen.

## Prijzen
In 2014 won Flikken Maastricht de Gouden Televizier-Ring. In 2013 was de serie ook genomineerd, maar eindigde toen op de tweede plaats.
In 2020 won Flikken Maastricht een NPO START AWARD voor best gestreamde dramaserie.

## Trivia
- Het woord Flikken, een Vlaams woord voor politie, wordt in Maastricht en de rest van Nederland nauwelijks gebruikt. In Limburg werd de titel dan ook gemengd ontvangen.[bron?] In Maastricht en omgeving spreekt men eerder van “govies” of “blauwen”.
- In september 2011 verscheen het boek Achter de schermen van Jim de Koning over vijf seizoenen Flikken Maastricht.
- In de laatste aflevering van seizoen 1 en de eerste aflevering van seizoen 2 speelde Tom Van Landuyt de rol van crimineel Guy Danneels. Van Landuyt is de echtgenoot van hoofdrolspeelster Angela Schijf.
- Een aantal afleveringen en verhaallijnen zijn gebaseerd op waargebeurde zaken, zoals: S2A7 (de dood van Nicky Verstappen), S6A10 (het bezoek van George W. Bush aan Limburg, 2005), S7A2 (de schietpartij in Alphen aan den Rijn op 9 april 2011), S7A3 (de affaire-Dominique Strauss-Kahn) en S12A4 (de impact van de Deventer moordzaak)
- De moordzaken uit de vijfde aflevering van seizoen 7, getiteld Copycat, zijn gebaseerd op de verhaallijn van de film Se7en.
- In aflevering 7.06, getiteld Mooi, maakte Victor Reinier zijn debuut als regisseur. Ook de afleveringen 8.09 Ciao, 9.06 Gevoel, 10.11 Safe?, 12.01 Wolfs, 12.02 Eva, 13.02 Marion, 14.07 Parasiet, 15.06 Camping, 17.11 Barsten, 18.09 Tuig en 19.06 Protocol werden door hem geregisseerd.
- Het boek Kogelvis van Kees Vroege en Claudia van der Sluis is gebaseerd op het script van de gelijknamige aflevering Kogelvis (aflevering 1.04).
- Van seizoen 8 (2014) tot seizoen 19 (2025) droeg Angela Schijf een pruik.
- Victor Reinier speelde vóór Flikken Maastricht de hoofdrol in Baantjer. Angela Schijf (Eva van Dongen), Antoinette Jelgersma (Marlies Kamphuis), Helmert Woudenberg (Eugène Hoeben), Oda Spelbos (Marion Dreesen) en Will van Kralingen (Ellis Flamand) hebben een gastrol gespeeld in Baantjer.
- Voormalige Baantjer-acteurs Piet Römer (De Cock), Marian Mudder (Vera Prins), Martin Schwab (Ab Keizer), Serge Henri Valcke (Buitendam) en Wimie Wilhelm (Els Peeters) hebben een gastrol gespeeld in Flikken Maastricht.
- De ringtone van Peter Mooy, die afgaat in de aflevering 12.02 Eva, is het nummer Circle of Smiles uit Baantjer.
- In seizoen 13 maakte Oda Spelbos haar regiedebuut met, de regie voor, aflevering 10 Dagboek.[12]
- In aflevering 13.11 Rehab speelt Zus, de dochter van Angela Schijf, de kleine Eva in Eva's flashbacks.
- In seizoen 14 aflevering 12 en 13 speelt Oda Spelbos een dubbelrol als haar zus Rian "Rianne" Dreesen. Die tussen goed en kwaad het tegenovergestelde is van Marion zelf.
- In seizoen 16 speelde Tygo Gernandt de hoofdrol van schurk Eddie Wijnberg. Gernandt speelde al eerder een rol in Flikken Maastricht, in 2011 in seizoen 5 in de derde aflevering "Verzorgd" als junk en bewoner van een zorgboerderij.
- Angela Schijf en Tygo Gernandt waren samen genomineerd voor de Televizier-Ster Acteur/Actrice in 2022 voor hun rollen van Eva van Dongen en Eddie Wijnberg.
- In aflevering 18.09 Tuig speelt Robin, de dochter van Victor Reinier, een gastrol.